# Siedekühlung
Siedekühlung ist eine Form der Verdampfungskühlung, bei der die Kühlflüssigkeit sich planmäßig bis zum Siedepunkt erhitzt, um einem System oder Gegenstand Wärme bzw. thermische Energie zu entziehen.  
Die Siedekühlung ist wirkungsvoller als die Kühlung alleine über Wärmeleitung, Konvektion oder Wärmeabstrahlung. 
Neben der hohen Leistungsdichte wirkt die Siedekühlung auch selbstregulierend und schützt vor Überhitzung, solange Kühlflüssigkeit zur Verdampfung zur Verfügung steht. Steigt die abzuführende Wärmeleistung so steigt zugleich auch die verdampfende Flüssigkeitsmenge, so dass die Temperatur nicht über die Siedetemperatur der Flüssigkeit ansteigt.

## Allgemeines
Um Wasser bei 100 °C und 1013 mbar zu verdampfen, ist nach  Tabelle die Verdampfungsenthalpie von ΔH = 2257 kJ/kg aufzuwenden. Die spezifische Wärmekapazität von flüssigem Wasser beträgt dagegen lediglich 4,187 kJ/(kg·K). Um mit einer konventionellen Wasserkühlung bei identischem Kühlmittelumlauf dieselbe Wärmeabfuhr zu erreichen, müsste somit das Wasser um 540 K erwärmt werden.
Mit Wasser lassen sich Wärmestromdichten von 300 kW/m2 erreichen, ohne die Wärmeübergangsflächen zu beschädigen.
Um die Wärmeabfuhr zu optimieren, wird ein Korpus aus gut wärmeleitendem Metall wie Kupfer mit einer großen Anzahl paralleler, vertikaler Bohrungen versehen. In die Bohrungen wird von unten eine Kühlflüssigkeit, meist Wasser, gepumpt. Diese verdampft an der heißen Oberfläche und benötigt dazu sehr viel Energie (Verdampfungsenthalpie), was für eine sehr effektive Kühlung des Metalls sorgt. Der Dampf wird abgesaugt und an anderer Stelle durch einen Luftkondensator geleitet, um den Dampf unter Abgabe der Kondensationsenthalpie wieder zu kondensieren.
Die durch die Bohrungen steigenden Dampfblasen erzeugen in der darüber stehenden Flüssigkeit Turbulenz, wodurch das Filmsieden mit geringem Wärmeübergang vom Metall zur Flüssigkeit vermieden wird.

## Leistungsvergleich
Die folgende Tabelle zeigt am Beispiel von Senderöhren für verschiedene Kühlungsarten den Aufbau der Anode und die maximale spezifische Belastbarkeit.
| Kühlungsart            | Anodenart                                           | max. spezifische Belastbarkeit |
| ---------------------- | --------------------------------------------------- | ------------------------------ |
| Strahlung              | Graphit, Molybdän                                   | 010 W/cm²                      |
| Druckluft              | Außenanode aus Kupfer mit Kühlrippen                | 050 W/cm²                      |
| Wasser- oder Ölkühlung | Außenanode aus Kupfer, von Kühlflüssigkeit umströmt | 100 W/cm²                      |
| Siedekühlung           | Außenanode aus Kupfer, Wasser wird verdampft        | 500 W/cm²                      |

Die mit Abstand größte Belastbarkeit ergibt sich bei der Siedekühlung. Hierbei wird die hohe Verdampfungsenthalpie des Wassers ausgenutzt, um auf diese Weise eine hohe Leistungsdichte zu erzielen.

## Anwendungen

### Anoden von Elektronenröhren

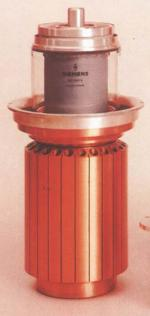
Siedegekühlte Senderöhre

Lee De Forest, von der Western Electric Company in Chicago, hatte bereits im Jahre 1915 in den USA vorgeschlagen, größere Leistungen der Elektronenröhren durch eine Wasserkühlung der Anode abzuführen. Zu diesem Zeitpunkt war man jedoch nicht in der Lage, vakuumdichte Verbindungen zwischen Glas und Kupfer (Anode) herzustellen. Erst in den 20er Jahren wurde dieses Problem durch die Schneidenanglasung gelöst. Im Laufe der Jahre wurden neben der Luftkühlung auch weitere Kühlarten entwickelt und eingeführt. Die zuletzt eingeführte Kühlart ist die Verdampfungskühlung (Siedekühlung). Der Kühlmittelverbrauch beträgt pro kW Röhrenleistung etwa 0,03 l/min. Bei Rück-Kühlung des Dampfes ist nur eine Ergänzung eventueller Wasserverluste im Kreislauf notwendig.

### Wärmerohr
Wärmerohre (Heat Pipes). Diese Methode benötigt keine Hilfsenergie und arbeitet geräuschlos.

### Siedewasserreaktoren
In Siedewasserreaktoren werden so die Brennstäbe gekühlt.

### Hochofenmantelkühlung
Hochöfen können für die Mantelkühlung statt mit einer normalen Wasserkühlung auch mit einer Siedekühlung ausgerüstet werden. Die Siedetemperatur liegt bei dieser Kühlart entsprechend der höhenmäßigen Anordnung für die obere Trommel, in der die Trennung in Wasserdampf und Wasser erfolgt, nur wenig über 100 °C. Hauptvorteil ist die konstante Materialtemperatur für den äußeren Mantel des Hochofens einschließlich der Verrohrung und der Anschlüsse für die Kühlkästen.

### Siedekühlung für Verbrennungsmotoren

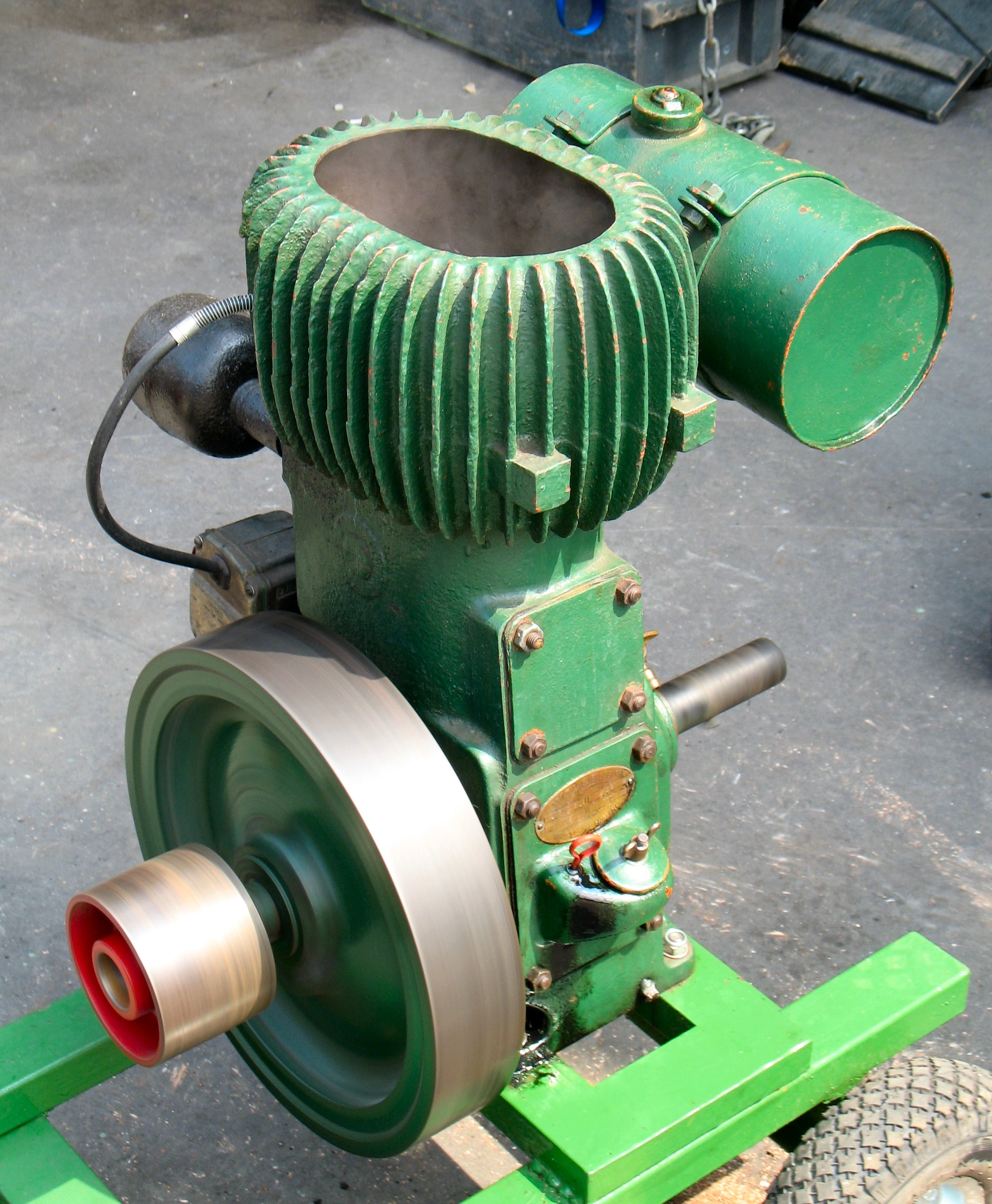
Stationärmotor mit Verdampfungskühlung

Die Siedekühlung (Verdampfungskühlung) bezeichnet bei Verbrennungsmotoren ein offenes Kühlsystem (auch Verdampfermotoren oder umgangssprachlich Wasserverdampfer).
Der Zylinder ist im Motorblock von einem Wassermantel umgeben, das erforderliche Kühlwasser (Kühlmedium) wird einfach von oben durch eine Öffnung im Motorblock eingefüllt. Die Einfüllöffnung hat einen Durchmesser von ca. 15 cm und wird nicht verschlossen. Die beim Betrieb des Verbrennungsmotors entstehende Wärme bringt nach einiger Zeit, abhängig von Belastung, Höhe über dem Meeresspiegel und Außentemperatur, das Kühlwasser zum Kochen und Verdampfen, ohne dass es zu einem weiteren Temperaturanstieg kommt. Die Motortemperatur beträgt konstant 100 °C (auf Meereshöhe) und kann diesen Wert nicht übersteigen, solange sich ausreichend Wasser im System befindet. Der entstehende Wasserdampf entweicht durch die Einfüllöffnung nach oben. Zur Kontrolle des Wasserstandes befindet sich an der Einfüllöffnung ein Schwimmer mit einem Messstab, der nach oben aus dem Motorblock ragt.
Der Vorteil des offenen Kühlsystems ist sein einfacher Aufbau. Die Nachteile sind der hohe Wasserverbrauch (bei Volllast bis zu mehreren Eimern Wasser pro Tag), und der durch den Wassermantel erforderliche vergleichsweise sehr große Motorblock und das damit verbundene hohe Gewicht.
Die Verdampfungskühlung fand wegen ihres einfachen Aufbaus ohne Wärmeübertrager (Kühler) und Zirkulationspumpe (Wasserpumpe) in den Anfängen des Motorenbaus Verwendung. Die Reichweite der ersten Automobile mit Verbrennungsmotor war nicht etwa durch den Kraftstoffverbrauch, sondern durch den Wasserverbrauch begrenzt. So lag der Wasserverbrauch des Benz Patent-Motorwagen Victoria etwa 10-fach so hoch wie dessen Benzinverbrauch. Die steigende Motorleistung und damit verbundene Wärmeentwicklung erzwang den Übergang zu anderen Kühlsystemen bei Kraftfahrzeugen mit Verbrennungsmotor. Vorwiegend fand sie sich bei einzylindrigen Stationärmotoren, Traktoren (frühe Modelle von Lanz Bulldog) und Baumaschinen, vereinzelt allerdings auch bei Flugzeugmotoren (z. B. Antoinette-Motor).
In den westlichen Industrieländern findet die Verdampfungskühlung bei Verbrennungsmotoren seit ca. 1950 keine Verwendung mehr. In der DDR wurde noch bis 1964 der Multicar M21 mit einem derartigen Motor ausgestattet, für den Export produzierte das Motorenwerk Cunewalde verdampfungsgekühlte Dieselmotoren noch bis 1976 weiter. In China, Indien usw. werden auch heute noch Motoren mit Verdampfungskühlung hergestellt, da durch den einfachen Aufbau (ohne Wasserpumpe, Schläuche, Kühler und Thermostat) die Herstellung und eventuelle Reparaturen sehr einfach sind.